# Phlogophora derufata
Phlogophora derufata är en fjärilsart som beskrevs av W. Warren 1911. Phlogophora derufata ingår i släktet Phlogophora och familjen nattflyn. Inga underarter finns listade i Catalogue of Life.